# Evangelisch-Kongregationalistische Kirche in Angola

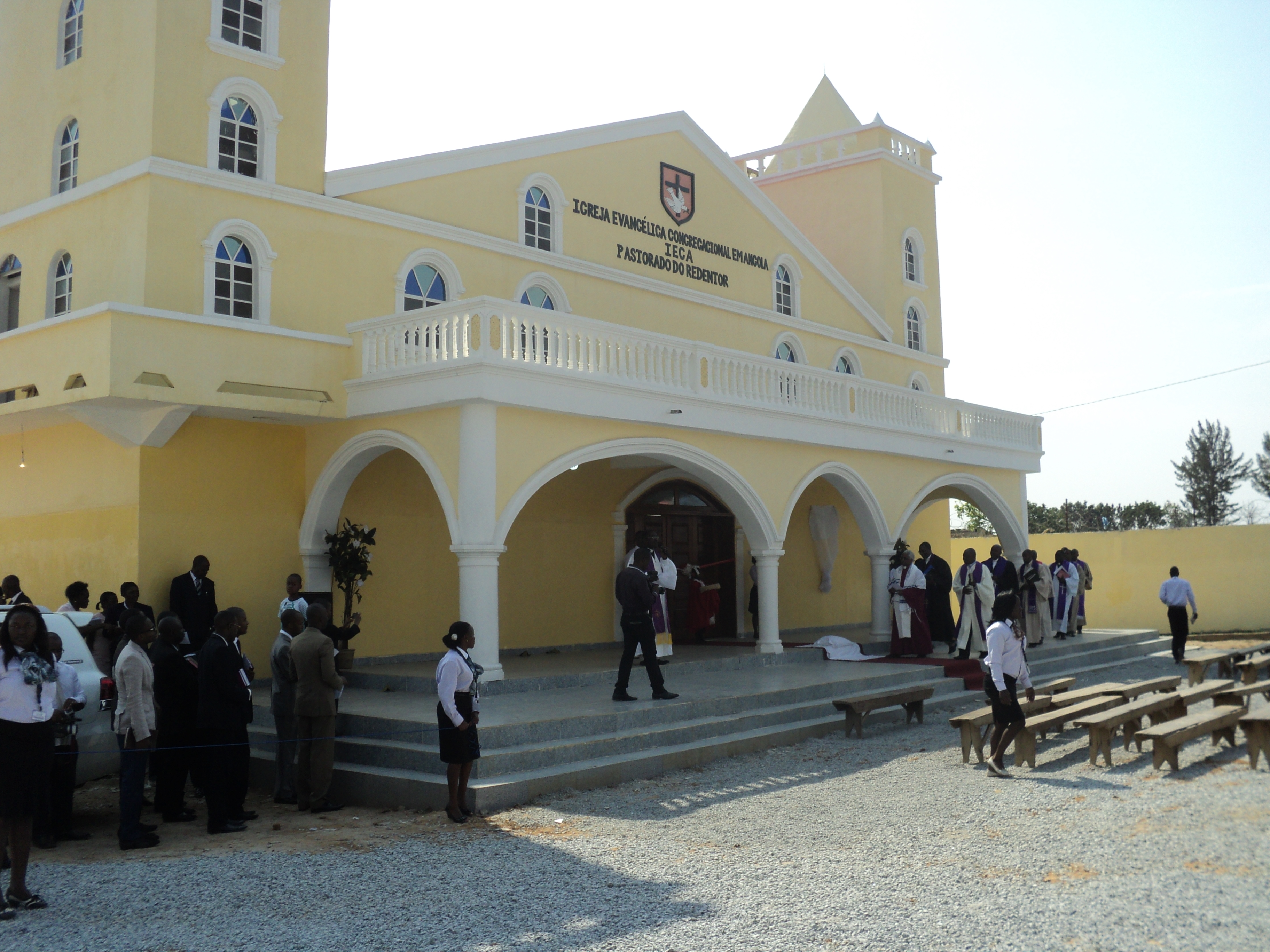
Kirchengebäude der IECA

Die Evangelisch-Kongregationalistische Kirche in Angola (Igreja Evangélica Congregacional em Angola, Abkürzung: IECA) ist eine protestantischen Kirche in Angola. Die Mitgliederzahl wird vom ÖRK mit 950.000 angegeben, die Zahl der Gemeinden mit 2800. Dagegen gibt die Adressdatenbank des Reformierten Bundes eine wesentlich niedrigere Zahl von Mitgliedern (250.084) und nur 150 Gemeinden an. Seit 1956 wird die Kirche von einem Generalsekretär geleitet; dieses Amt hat seit 2014 André Cangovi Eurico inne.
Die Anfänge der Kirche gehen auf die Missionsarbeit des American Board of Foreign Missions und der Congregational Church of Canada in den 1880er Jahren in Benguela zurück. Von 1957 bis zur Unabhängigkeit Angolas kooperierten die beiden Missionsgesellschaften und die entstehende Kirche hieß Council of Evangelical Churches in Central Angola. Nach der staatlichen Unabhängigkeit und der Gründung eines nationalen Kirchenrats erhielt die Kirche ihren jetzigen Namen. Die Kirche besaß eine gute Infrastruktur im Bildungs- und Gesundheitswesen. Während des Bürgerkrieges wurde diese in den ländlichen Regionen völlig zerstört, während sie in den Städten weiter bestand. Die Kirche war gespalten: ein Teil ging mit der Rebellenbewegung in den Untergrund, der andere Teil konstituierte sich als Evangelisch-Kongregationalistische Kirche in der Volksrepublik Angola mit Sitz in Huango. Doch hielten beide Teilkirchen den Kontakt zueinander aufrecht. Parallel mit dem politischen Friedensprozess schritt auch die kirchliche Wiedervereinigung voran und wurde im Dezember 1996 abgeschlossen.
Seit 1977 ist die IECA bestrebt, Schulen und medizinische Zentren auf dem Land wieder neu aufzubauen. Nach einer Vereinbarung der Kirche mit dem Erziehungsministerium und der Regionalverwaltung (2011) betreibt die IECA 78 Schulen.
Die Ausbildung der angehenden Pastoren findet in einem interkonfessionellen theologischen Seminar in Huambo statt.
Die IECA ist seit 1985 Mitglied des Ökumenischen Rats der Kirchen. Sie ist Gründungsmitglied des Christlichen Kirchenrats von Angola (Conselho de Igrejas Cristãs em Angola, CICA), Mitglied der All Africa Conference of Churches sowie der Weltgemeinschaft Reformierter Kirchen.